# Orica GreenEDGE/2015
Deze pagina geeft een overzicht van de Orica GreenEDGE-wielerploeg in 2015.  

## Algemeen
Sponsors: Orica
Algemeen manager: Shayne Bannan
Teammanager: Matthew White
Ploegleiders: Vittorio Algeri, Lorenzo Lapage, David McPartland, Neil Stephens, Julian Dean
Fietsen: Scott USA
Kopmannen: Michael Matthews, Simon Gerrans & Esteban Chaves

## Transfers
| Inkomend    | Team 2014                     | Uitgaand      | Team 2015             |
| ----------- | ----------------------------- | ------------- | --------------------- |
| Magnus Cort | Cult Energy Vital Water+Stage | Aidis Kruopis | An Post-Chainreaction |
| Adam Blythe | NFTO Pro Cycling              | Matthew Goss  | MTN-Qhubeka           |
|             |                               | Nino Schurter | Onbekend              |

## Renners
| Naam             | Geboortedatum | Nationaliteit       | Ploeg 2014                    |
| ---------------- | ------------- | ------------------- | ----------------------------- |
| Michael Albasini | 20-12-1980    | Zwitserland         |                               |
| Sam Bewley       | 22-07-1987    | Nieuw-Zeeland       |                               |
| Adam Blythe      | 01-10-1989    | Verenigd Koninkrijk | NFTO Pro Cycling              |
| Esteban Chaves   | 17-01-1990    | Colombia            |                               |
| Simon Clarke     | 18-07-1986    | Australië           |                               |
| Magnus Cort      | 16-01-1993    | Denemarken          | Cult Energy Vital Water+Stage |
| Mitchell Docker  | 02-10-1986    | Australië           |                               |
| Luke Durbridge   | 09-04-1991    | Australië           |                               |
| Caleb Ewan       | 11-07-1994    | Australië           |                               |
| Simon Gerrans    | 16-05-1980    | Australië           |                               |
| Mathew Hayman    | 20-04-1978    | Australië           |                               |
| Michael Hepburn  | 17-08-1991    | Australië           |                               |
| Leigh Howard     | 18-10-1989    | Australië           |                               |
| Damien Howson    | 13-08-1992    | Australië           |                               |
| Daryl Impey      | 06-12-1984    | Zuid-Afrika         |                               |
| Jens Keukeleire  | 23-11-1988    | België              |                               |
| Brett Lancaster  | 15-11-1979    | Australië           |                               |
| Michael Matthews | 26-09-1990    | Australië           |                               |
| Christian Meier  | 21-02-1985    | Canada              |                               |
| Cameron Meyer    | 11-01-1988    | Australië           |                               |
| Jens Mouris      | 12-03-1980    | Nederland           |                               |
| Ivan Santaromita | 30-04-1984    | Italië              |                               |
| Svein Tuft       | 09-05-1977    | Canada              |                               |
| Pieter Weening   | 05-04-1981    | Nederland           |                               |
| Adam Yates       | 07-08-1992    | Verenigd Koninkrijk |                               |
| Simon Yates      | 07-08-1992    | Verenigd Koninkrijk |                               |

## Belangrijke overwinningen
Herald Sun Tour
1e etappe: Cameron Meyer
2e en 3e etappe: Caleb Ewan
Eindklassement: Cameron Meyer
Zuid-Afrikaans kampioenschap
Tijdrit: Daryl Impey
Oceanisch kampioenschap
Tijdrit: Michael Hepburn
Ronde van Langkawi
3e etappe: Caleb Ewan
6e etappe: Caleb Ewan
Parijs-Nice
3e etappe: Michael Matthews
Ronde van La Rioja
Winnaar: Caleb Ewan
Ronde van het Baskenland
1e etappe: Michael Matthews
Ronde van Romandië
2e etappe: Michael Albasini
3e etappe: Michael Albasini
Ronde van Italië 2015
1e etappe: Ploegentijdrit
3e etappe: Michael Matthews
Ronde van Korea
2e etappe: Caleb Ewan
3e etappe: Caleb Ewan
5e etappe: Caleb Ewan
7e etappe: Caleb Ewan
Eindklassement: Caleb Ewan
Ronde van Zwitserland
3e etappe: Michael Matthews
Clásica San Sebastián
Winnaar: Adam Yates
Ronde van Spanje
2e etappe: Esteban Chaves
5e etappe: Caleb Ewan
6e etappe: Esteban Chaves
Ronde van Alberta
2e etappe: Michael Matthews
Ronde van Abu Dhabi
3e etappe: Esteban Chaves
Eindklassement: Esteban Chaves
Mannen: 2012 · 2013 · 2014 · 2015 · 2016 · 2017 · 2018 · 2019 · 2020 · 2021 · 2022 · 2023 · 2024  · 2025
Vrouwen: 2012 · 2013 · 2014 · 2015 · 2016 · 2017 · 2018 · 2019 · 2020 · 2021 · 2022 · 2023 · 2024 · 2025
AG2R-La Mondiale · Astana Pro Team · BMC Racing Team · Team Cannondale-Garmin · Etixx-Quick Step · FDJ · Team Giant-Alpecin · IAM Cycling · Katjoesja · Lampre-Merida · Team LottoNL-Jumbo · Lotto Soudal · Movistar Team · Orica GreenEDGE · Team Sky · Tinkoff-Saxo · Trek Factory Racing